# Åke Fjästad
Åke Simon "Tjall" Fjästad, född 16 december 1887 på Lidingö, död 10 mars 1956 i Kingston, New York, USA, var en svensk landslagsspelare i fotboll (försvarare) som var uttagen till den svenska fotbollstruppen i OS i London 1908. Han spelade där i Sveriges två matcher i turneringen, vilka dock båda slutade med förlust.  
Landslagsdebuten för Fjästad hade skett en dryg månad innan OS, i Sveriges andra landskamp överhuvudtaget, mot England på Valhalla IP den 8 september i en match svenskarna förlorade med 6–1.
Fjästad, som under sin klubbkarriär tillhörde IFK Stockholm, spelade under året 1908 (det enda år han var uttagen att representera Sverige) sammanlagt fem landskamper (0 mål). Möjligen beror faktumet att antalet landskamper inte blev fler på att Fjästad enligt källor efter året helt enkelt slutade att spela fotboll.
Fjästad hade två bröder, Per Fjästad och Nils Fjästad, som även de deltog i olympiska spel, den förre i simning i OS i London 1908 och den senare i femkamp i OS i Stockholm 1912.

## Meriter

### I landslag
Sverige
- Uttagen till OS: 1908 (spelade i Sveriges båda matcher)
- 5 landskamper, 0 mål

### Webbkällor
- Lista på landskamper, svenskfotboll.se, läst 2013 02 20
- "Olympic Football Tournament London 1908", fifa.com, läst 2013 02 20